# Al-Ruqaita
Al-Ruqaita cũng đánh vần Al-Ruqaytah (tiếng Ả Rập: الرقيطة) là một ngôi làng Syria nằm ở phó huyện của huyện Hama ở tỉnh Hama. Nó nằm hai km về phía nam của thành phố Hama. Ngôi làng được thành lập vào năm 2008 